# Stoa Poikilè
Pour les articles homonymes, voir Stoa (homonymie).

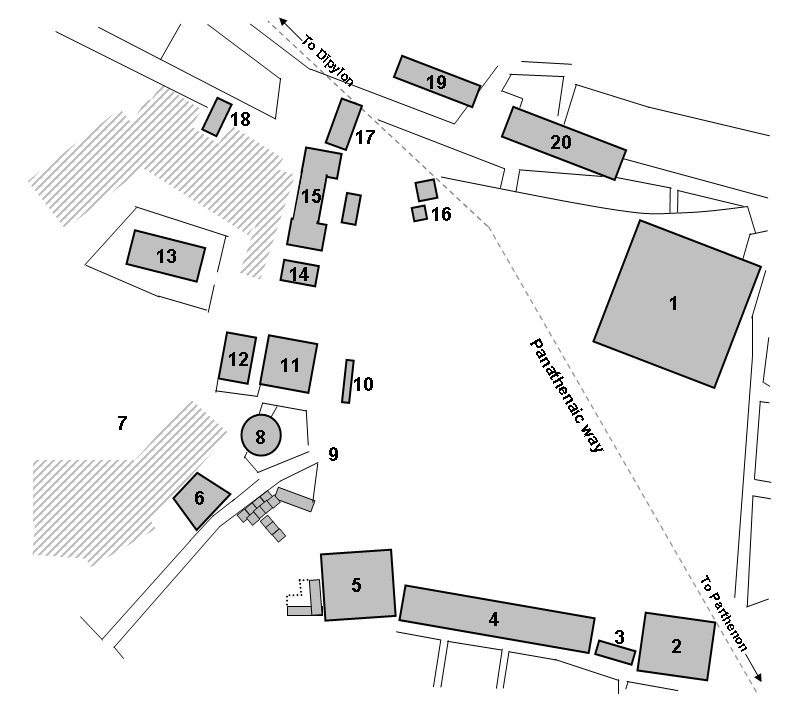
Plan très approximatif (orienté le nord en haut) de l'Agora d'Athènes au Ve siècle. La stoa Poikilè porte le no 20 mais est ouverte au sud-est sur l'un de ses grands côtés.

La stoa Poikilè (en grec ancien : ποικίλη στοά, « portique peint »), ou portique pœcile ou simplement le Pœcile, est un monument de l'Athènes antique. Son surnom lui vient des peintures qui ornaient la galerie dont il était constitué. Le Pœcile est une galerie couverte et érigé sur l'agora d'Athènes. Les fouilles effectuées par l'École américaine d'études classiques à Athènes au cours des deux dernières décennies ont révélé une grande partie des fondations et certains éléments inférieurs de la stoa sur le côté nord de l'agora. C'est un bâtiment en longueur comportant une colonnade ionique dans le grand axe qui supportait la charpente ; l'un des deux grands côtés étant constitué d'une colonnade dorique ouverte au sud-est. Il date du deuxième quart du Ve siècle av. J.-C.
Sa colonnade et ses bancs de pierre servaient d'endroit de plaisance, et le lieu était connu pour sa fréquentation et ses réunions d'oisifs, jusqu'à ce que Zénon de Kition prenne pour coutume d'y donner ses cours : la stoa Poikilè est ainsi à l'origine du nom de l'école philosophique stoïcienne, où le fondateur enseignait.
Plutarque la décrit dans sa Vie de Cimon, et Pausanias en parle également dans sa Description de la Grèce.
Fin 2022, un îlot situé dans la partie nord-est de la stoa est démoli pour laisser place à la poursuite des fouilles dans la zone.